# Burgenland-Kroaten

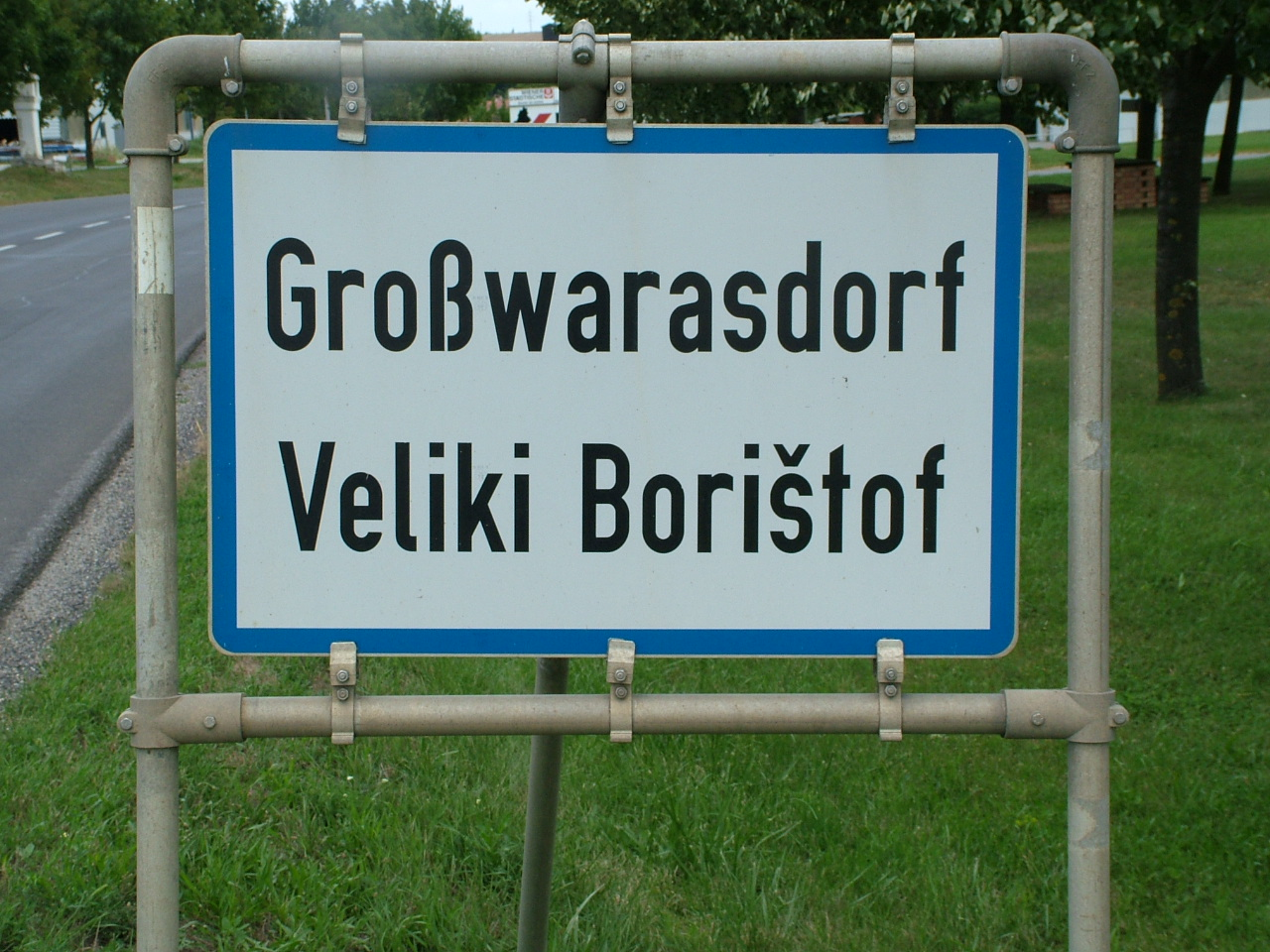
Tweetalig plaatsnaambord

De Burgenland-Kroaten (Kroatisch: Gradišćanski Hrvati, Hongaars: Burgenlandi horvátok, Duits: Burgenlandkroaten) zijn een groep etnische Kroaten die leven in het Oostenrijkse bondsland Burgenland, West-Hongarije en rond Bratislava. Tijdens de volkstelling van 2001 waren de Kroaten ruim 19.000 personen sterk in Burgenland en vormden daarmee 5,9% van de totale bevolking.

## Geschiedenis
In de 16e eeuw kwamen ruim 100.000 gevluchte Kroaten aan in het toenmalige westen van Hongarije. Ze waren op de vlucht geslagen na de Ottomaanse bezetting van het huidige Kroatië. Ook kwamen er groepen uit het huidige Bosnië.
Naast de Kroaten kwamen ook Duitstalige kolonisten naar het toenmalige West-Hongarije. Dit was het begin van een nieuwe etnische samenstelling van Burgenland en de reden dat het gebied uiteindelijk in 1920 werd afgesneden van het Koninkrijk Hongarije tijdens het Verdrag van Trianon.

## Huidige situatie
De Kroaten maken in Burgenland in een aantal gemeenten een groot aandeel van de bevolking uit. In de kernen waar ze meer dan 20% van de bevolking uitmaken zijn tweetalige plaatsnaamborden aanwezig.
In de volgende gemeenten is het Kroatisch een officiële ambtstaal:
- Hornstein/Vorištan,
- Klingenbach/Klimpuh,
- Oslip/Uzlop,
- Siegendorf/Cindrof,
- Steinbrunn-Zillingtal/Štikapron-Celindof,
- Trausdorf an der Wulka/Trajštof,
- Wulkaprodersdorf/Vulkaprodrštof,
- Zagersdorf/Cogrštof;
- Güssing/Novigrad;
- Güttenbach/Pinkovac,
- Neuberg im Burgenland/Nova Gora,
- Stinatz/Stinjaki;
- Antau/Otava,
- Baumgarten/Pajngrt,
- Draßburg/Rasporak;
- Neudorf bei Parndorf/Novo Selo,
- Pama/Bijelo Selo,
- Parndorf/Pandrof;
- Frankenau-Unterpullendorf/Frakanava-Dolnja Pulja,
- Großwarasdorf/Veliki Borištof,
- Kaisersdorf/Kalištrof,
- Kroatisch Minihof/Mjenovo,
- Nikitsch/Filež;
- Rotenturm an der Pinka/Verešvar,
- Schachendorf/Čajta,
- Schandorf/Čemba,
- Weiden bei Rechnitz/Bando